# Karel IX. Švédský
Karel IX. Švédský (4. října 1550, Stockholm – 30. října 1611, Nyköping) byl švédský král v letech 1599 až 1611.

## Vláda
Karel IX. se narodil jako nejmladší z osmi dětí švédského krále Gustava I. a jeho druhé manželky Markéty Leijonhufvud. Jeho staršími bratry a předchůdci na švédském trůně byli Erik XIV. Švédský (nevlastní bratr – jediné dítě z otcova prvního manželství) a Jan III. Švédský (vlastní bratr). Po smrti Jana III. se s Karlem jako s nástupcem nepočítalo, přednostní právo na korunu měl Janův syn Zikmund III. Vasa, který byl v té době již králem Polsko-litevského státu. Švédské stavy se však Zikmunda zdráhaly přijmout z důvodu jeho vyznání a politické orientace: byl římský katolík a významný spojenec Habsburků, z jejichž rodu pocházela i jeho manželka Anna. Jednalo se o období napjaté náboženské atmosféry v Evropě i v protestantském Švédsku. Zikmund byl roku 1594 v Uppsale korunován švédským králem, ale krátce nato zemi opustil a vrátil se do Polska. Před odjezdem jmenoval svého strýce Karla správcem Švédska, aniž by mu zcela důvěřoval. Z toho důvodu Zikmund z Karlovy pravomoci vyjmul Finsko, které svěřil do správy svému oblíbenci, katolíkovi Claasi Flemingovi. Karel se pokusil Fleminga přinutit, aby se podřídil jeho autoritě, ale neuspěl. Když se proti Flemingově tvrdé vládě vzbouřili finští vesničané, Karel jim přislíbil podporu. Fleming sice v roce 1596 povstání brutálně potlačil, ale krátce nato zemřel. Současně, již v roce 1695, zvolil Riksdag Karla proti Zikmundově vůli regentem celého Švédského království. Zikmund na tento zvrat zareagoval se zpožděním až v létě 1598, kdy se v čele nepříliš početných intervenčních oddílů vylodil v jižním Švédsku. Jeho základnou se stalo město Kalmar, již 25. září však byl Karlovými vojsky poražen v bitvě u Stångebro a ihned po uzavření nevýhodného míru odjel zpět do Polska. Poté Karel oblehl Kalmarský hrad, na němž se bránila posádka věrná Zikmundovi. Když na jaře 1599 hrad padl, Karel zde dal popravit 21 měšťanů a vojáků věrných Zikmundovi a jednoho katolického kněze. Následovalo svolání Rigsdagu, který prohlásil Zikmunda za sesazeného a jeho nástupcem jmenoval Karla. Část finské šlechty ale rozhodnutí Rigsdagu neuznala a pod vedením synů zemřelého Fleminga proti Karlovi povstala. Karel proto vtrhl do Finska a oblehl povstalce v Turku, po jehož dobytí dal 14 hlavních vůdců popravit. K této události se váže několik švédských pověstí. Podle jedné z nich Karel předpokládal, že Claas Fleming dosud žije a jeho rakev obsahuje pouze zlatý poklad. Po dobytí Turku si proto dal rakev přinést a otevřít. když uviděl nabalzamované tělo, uchopil ho za vousy a řekl: „Kdybys žil, tvá hlava by nebyla v bezpečí.“ Flemingova vdova Ebba Stenbocková, která měla být události přítomna, prý odvětila: „Kdyby Claas žil, tak bys tu dnes nestál.“
Podle druhé pověsti prý Karel na popravišti vlastní rukou sťal Flemingova syna Johana.
Po dobytí Turku následovala další vlna zatýkání Karlových odpůrců, z nichž někteří, včetně královského kancléře Erika Sparreho, byli následně také odsouzeni k smrti, jiní k doživotnímu vězení.
Roku 1600 vyhlásil Karel Zikmundovi válku, nenadálým útokem dobyl Estonsko a větší část Livonska, odkud je ale v následujícím roce vytlačil litevský korunní hejtman Jan Karol Chodkiewicz.
Roku 1604 se sešel Rigsdag ve městě Linköpingu a 20. března Karla oficiálně prohlásil za švédského krále. Následoval další pokus o invazi do Livonska, který byl ale v bitvě u Kirchholmu opět Chodkiewiczem odražen. Další vlna bojů pak vypukla roku 1608 a pokračovala až do Karlovy smrti. Ani poté ale mezi příslušníky rozděleného rodu Vasů nenastal mír. Konflikty, v nichž se obě strany (především ale ta švédská) pokoušely obnovit polské-švédskou unii, zabíraly následujících téměř sedm desetiletí.
Právě kvůli válkám a dlouhodobé nepřítomnosti v zemi musela být Karlova korunovace odložena. Dočkal se jí až v roce 1607. Na sklonku života se Karel kromě pokračujícího konfliktu s Polskem v oblasti Pobaltí, musel potýkat také se svým dosavadním spojencem Ruskem. Švédský generál Jakob de la Gardie nejprve bojoval na straně ruského cara Vasilije IV. proti Polákům, po Vasilijově zajetí a sesazení se však zmocnil Novgorodu a Ingrie. Územní zisk chápal jako kompenzaci za to, že od Ruska nedostal za vojenskou pomoc zaplaceno. Karel zažil pouze úvodní fázi války, většina operací probíhala až po jeho smrti v letech 1612–17.
Současně Karel vstoupil i do války s Dánskem, jehož součástí bylo v této době Norsko. Dánský král Kristián IV. roku 1611 vznesl nárok na Laponsko, čímž vypukla tzv. kalmarská válka. Jejího, pro Švédsko ne příliš slavného, konce se již Karel nedožil, zemřel 30. října 1611.

## Hodnocení
Podobně jako jeho bratři Erik XIV. a Jan III. je i Karel IX ve švédské historii poněkud kontroverzním panovníkem. Na jedné straně jej, především švédští nacionalisté, oslavovali jako zachránce Švédska a protestantismu před katolickým cizákem Zikmundem III., nelze však zapomínat na to, že Karlův nástup na trůn byl převratem proti legitimnímu panovníkovi. Pro tuto nejednoznačnou legitimutu své cesty k moci si byl Karel dobře vědom vratkosti svého postavení, což se odrazilo i v jeho mimořádné krutosti vůči domácím politickým odpůrcům.

## Potomci
11. května 1579 se v Heidelbergu oženil s Marií Falckou, s níž měl šest dětí; z nich pouze jediná dcera se dožila dospělého věku:
- Markéta Alžběta (24. září 1580 – 26. srpna 1585)
- Alžběta Sabina (12. března 1582 – 6. července 1585)
- Ludvík (17. března 1583 – 26. května 1583)
- Kateřina Švédská (10. listopadu 1584 – 13. prosince 1638), ⚭ 1615 Kazimír Falcko-Zweibrückenský (20. dubna 1589 – 18. června 1652), vévoda ze Stegeborgu
- Gustav (12. června 1587 – 4. prosince 1587)
- Marie (18. prosince 1588 – 24. dubna 1589)

Karlovou druhou ženou se 27. srpna 1592 stala Kristina Holštýnsko-Gottorpská (1573–1625). Kristina porodila Karlovi pět dětí, z nich však pouze tři dosáhly dospělosti:
- Kristina (26. listopadu 1593 – 25. května 1594)
- Gustav Adolf (9. prosince 1594 – 16. listopadu 1632), švédský král od roku 1611 až do své smrti, padl v bitvě u Lützenu, ⚭ 1620 Marie Eleonora Braniborská (11. listopadu 1599 – 18. května 1655)
- Marie Alžběta (10. března 1596 – 7. srpna 1618), ⚭ 1612 Jan, vévoda z Östergötlandu (18. dubna 1589 – 5. března 1618), syn krále Jana III. z manželství s Gunillou Bielke
- Karel Filip (22. dubna 1601 – 25. ledna 1622), vévoda ze Södermanlandu, ⚭ 1620 Alžběta Ribbingová (1. ledna 1596 – 24. dubna 1662), morganatické manželství
- mrtvě narozený syn (*/† 20. července 1606)

Nemanželským Karlovým synem byl Karel, hrabě z Gyllenhielmu (4. března 1574 – 17. března 1650), polní maršál.

## Erb

Erb Karla jako švédského prince a vévody ze Södermanlandu
Erb Karla Švédského a Marie Falcké
Erb Karla Švédského a Kristiny Holštýnsko-Gottorpské
Erb krále Karla a královny Kristiny Švédské